# Christoph Bauer (Theologe)
Christoph Bauer (* 2. Februar 1718 in Schneeberg; † 26. September 1778 in Wurzen) war ein deutscher lutherischer Theologe.

## Leben
Der Sohn des Scheeberger Rektors Johann Christoph Bauer und seiner Frau Regina Bauer (geborene Gruner), besuchte die Schule seiner Heimatstadt. Im Wintersemester 1738 bezog er die Universität Leipzig, 1739 wechselte er an die Universität Wittenberg, wo er 1740 den akademischen Grad eines Magisters erwarb. Er verfolgte den Berufsweg eines Theologen, bestand dazu 1743 in Dresden sein erstes Examen und wurde am 11. Mai 1744 in Wittenberg als Diakon in Gräfenhainichen ordiniert.
1749 wurde er Pfarrer in Pratau, 1766 Superintendent in Gräfenhainichen und 1768 Superintendent in Wurzen, sowie Beisitzer am dortigen Stiftskonsistorium.
Er war verheiratet mit Rahel Christina, der Tochter des Pfarrers von Jüdenberg Johann Christoph Koppe.

## Werke
- Theologisch-historische Gedanken über die vornehmsten Lehren und Gebräuche der Herrnhuter. nach Anleit. einer vom Herrn Grafen von Zinzendorf gehaltenen Osterpredigt, in welcher mancherley irrige Einfälle vom Glauben und der Religion widerleget, unsere evangel. luther. Kirche von vielen falschen Auflagen befreyet, die Verfassung des selbsterwählten
- Gottesdienstes zu Herrnhut kürzlich beurteilet, allerhand noch nicht bekannte Nachrichten mitgetheileet, auch ein und andere wichtige Wahrheit erörtert werden. Wittenberg 1746
- Die offenbahre Religionsmengerey derer Herrnhuther. Wittenberg 1749
- Die vorwitzige Kunst, den Heiland durchs Lobs um Rath zu fragen, aus den Quellen des Heidenthums hergeleitet und geprüfet. Wittenberg 1755
- Handbuch zum Gebrauch der christlichen Schuljugend. Wittenberg 1763
- Praktische Prüfung der Gründe, womit D. Henmann unsern Abendwahlslehre, Bestritten aus der Praktik und Geschichte dieser Glaubenslehre worauf er sich berufen, erläutert, auch einige andere neue Zweifel, besonders des Hrn. Prof. Basedow in Altona beleuchtet. Wittenberg 1765
- Sedes doctrinue biblica de aeterna filii Dei generatione. Leipzig 1775